# Hochkreuz (Föhren)

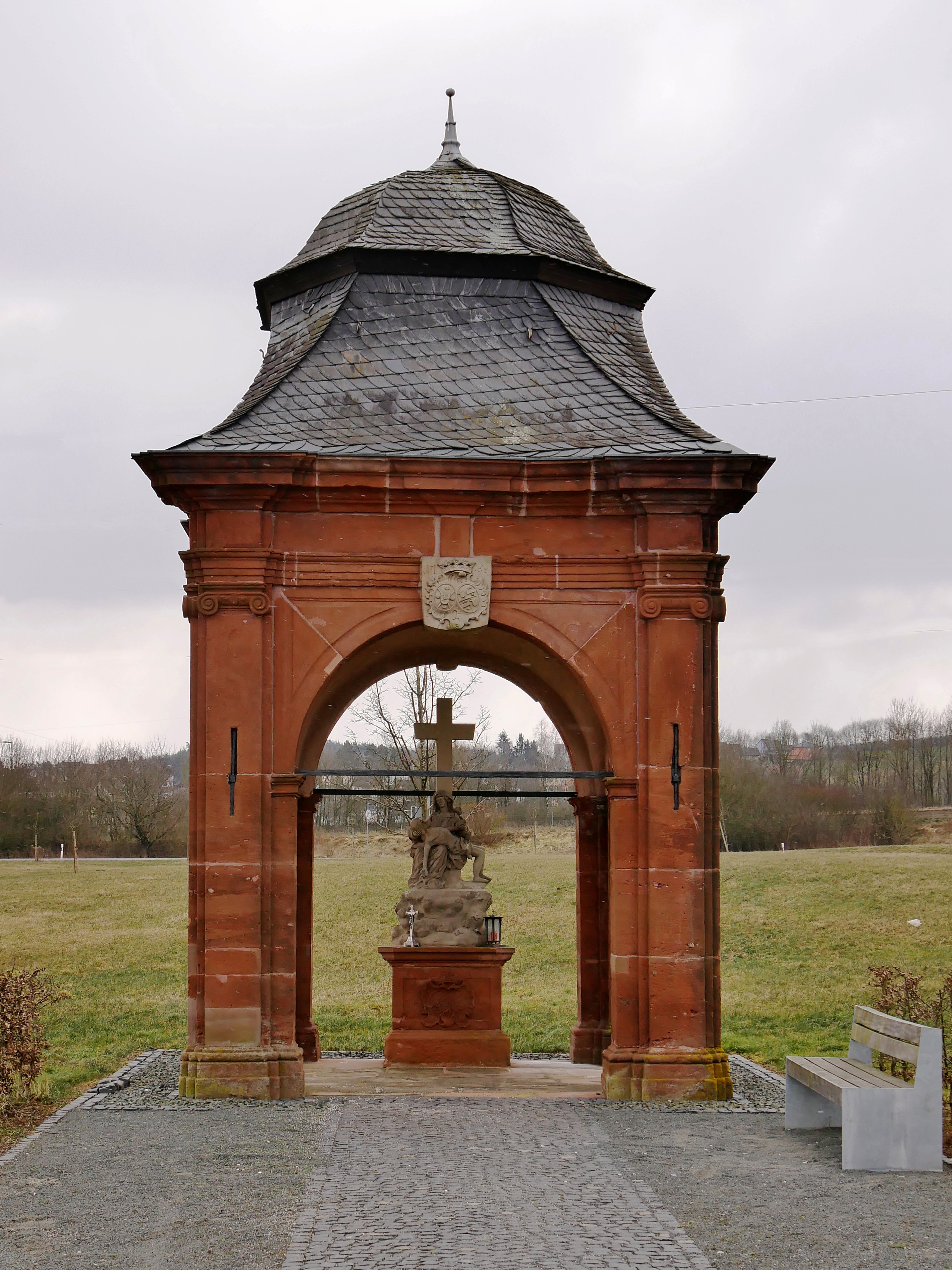
Föhren Hochkreuz

Hochkreuz bezeichnet einen Gemeindeteil von Föhren im Landkreis Trier-Saarburg sowie
eine südöstlich des Ortes an der Kreuzung von L 48 und L 141 gelegene Kapelle mit Vesperbild, bezeichnet 1755. Sie ist ein eingetragenes Kulturdenkmal und wurde erbaut durch die Familie von Kesselstatt.
Das Gelände liegt zwischen der Bundesautobahn 1 und dem Industriepark Region Trier sowie am Radweg Wittlicher Senke.